# Francesca Reale
Francesca Reale (ur. 23 sierpnia 1994 w Los Angeles) – amerykańska aktorka, która grała filmach Zróbmy zemstę i Parachute oraz serialu Stranger Things.

## Życiorys
Reale urodziła się i wychowała w Los Angeles, lecz studiowała w Nowym Jorku - aktorstwo na Tisch School of the Arts oraz biznes na Stern. Jej pierwszą rolą był występ gościnny w serialu Zaprzysiężeni. W serialu Stranger Things starała się początkowo o rolę którą dostała jednak Maya Hawke, lecz twórcy zaproponowali jej kolejne przesłuchanie, tym razem do roli ratowniczki Heather. 

## Filmografia

### Filmy
| Rok  | Tytuł                              | Rola           | Uwagi           |
| ---- | ---------------------------------- | -------------- | --------------- |
| 2019 | Seks to nie grzech (Yes, God, Yes) | Laura          |                 |
| 2021 | Dating and New York                | Wendy          |                 |
| 2022 | Zróbmy zemstę (Do Revenge)         | Ariana         |                 |
| 2022 | Dziwny świat (Strange World)       | Azimuth (głos) |                 |
| 2023 | Parachute                          | Casey          |                 |
| 2024 | Música                             | Haley          |                 |
|      | Do Not Enter                       | Cora           | w postprodukcji |

### Seriale
| Rok       | Tytuł                                  | Rola               | Uwagi                   |
| --------- | -------------------------------------- | ------------------ | ----------------------- |
| 2016      | Zaprzysiężeni (Blue Bloods)            | Gabriella Morretti | 1 odc.                  |
| 2016–2017 | Spadajcie, hejterzy! (Haters Back Off) | Emily              | w gł. obsadzie; 16 odc. |
| 2019      | Stranger Things                        | Heather Holloway   | 6 odc.                  |
| 2020      | Wireless                               | Dana               | 10 odc                  |
| 2022      | Entergalactic                          | Sydnie (głos)      | film TV                 |
| 2024      | Laid                                   | Beth               | 2 odc                   |